# Pholcophora juruensis
Pholcophora juruensis är en spindelart som beskrevs av Cândido Firmino de Mello-Leitão 1922. 
Pholcophora juruensis ingår i släktet Pholcophora och familjen dallerspindlar. Inga underarter finns listade i Catalogue of Life.